# In Absentia (animacja)
In Absentia – animacja braci Quay z 2000 roku. Powstała na zlecenie BBC i Pipeline Films jako część projektu Sound on Film International, w ramach którego powstały jeszcze filmy Hala Hartleya (z muzyką Louisa Andriessena), Nicholasa Roega (z muzyką Adriana Utleya z Portishead) i Wernera Herzoga (z muzyką Johna Tavernera).

## Fabuła
Kobieta siedzi przy stole w pokoju i usiłuje napisać list ciągle łamiącym się ołówkiem. Jej zmieniające się emocje odzwierciedlają refleksy światła za oknem. Zbliżenia kamery pokazują złamany wkład ołówka, temperówkę, dłonie kobiety i poczernione grafitem paznokcie. Gęsto zapisane listy wrzucane są bezcelowo do skrzyni zegara stojącego w pokoju.

## Inspiracje
Bracia z reguły tworzyli do gotowej muzyki, a twórczość Karlheinza Stockhausena znali i cenili od dawna (w 1973 zaprojektowali okładkę do książki Stockhausen: Conversations with the Composer). W filmie słychać kompozycję Zwei Paare, skomponowanej w 1991 roku do opery Freitag.
Animacja jest dedykowana „E.H.”. Historia opowiedziana w filmie jest oparta na losach Emmy Hauck (1878–1920), pacjentki zakładu psychiatrycznego w Heidelbergu i potem Wiesloch. U kobiety tej zdiagnozowano dementia praecox, jednostkę chorobową dziś utożsamianą ze schizofrenią. Emma Hauck przez lata pisała do swojego męża listy, zapisane ledwo dającym się odczytać charakterem pisma. Quayowie zobaczyli te listy w 1996 albo 1997 roku na wystawie w London's Hayward Gallery kolekcji Hansa Prinzhorna, obejmującej twórczość pensjonariuszy zakładów psychiatrycznych.

## Nagrody
- Official Selection: Directors Fortnight, MFF w Cannes (2000)
- Nominacja do Prix Italia, Best Music Film for Television (2000)
- MFF w Lipsku: Golden Dove Award (2000)
- MFF w Tampere: Special Jury Award (2000)
- MFF w Montrealu: Special Jury Mention (2000)
- MFF w Pradze: Golden Prague Award (2001)
- Krakowski Festiwal Filmowy: Honorary Diploma Award (2001)
- 5oth Melbourne International Film Festival: Best Short Film (2001)
- MFF w Turku: Grand Prix {Ex Aequo} (2001)
- MFF w Sitges: Festival Internacional de Cinema de Catalunya: Best Short Film (2001)
- British Animation Awards- Best Film: Cutting Edge (2002)
- Palmars, Classique en Images, Prix Sacem, Paris (2002)